# Приморско-Куйский сельсовет
Примо́рско-Ку́йский сельсовет — муниципальное образование в Заполярном районе Ненецкого автономного округа.
Административный центр — посёлок Красное.

## География
Приморско-Куйский сельсовет находится в Ненецком автономном округе, на берегах рек Печора и Куя, деревня Чёрная на побережье Баренцева моря. Территория сельсовета относится к районам Крайнего Севера и характеризуется сложными природными условиями, суровым полярным климатом.

## Население
| 1999  | 2010  | 2011  | 2012  | 2013  | 2014  | 2015  | 2016  | 2017  |
| ----- | ----- | ----- | ----- | ----- | ----- | ----- | ----- | ----- |
| 2204  | ↘1616 | ↗1660 | ↘1595 | ↘1571 | ↘1559 | ↘1555 | ↗1563 | ↗1565 |
| 2018  | 2019  | 2020  | 2021  | 2023  |       |       |       |       |
| ↘1553 | ↘1524 | ↘1504 | ↘1308 | ↘1278 |       |       |       |       |

## Состав поселения
- Красное (посёлок, административный центр) — 1625[14]
- Куя (деревня) — 152[14]
- Осколково (деревня) — 35[14]
- Чёрная (деревня) — 22[14]

В 2011 году деревня Чёрная признана закрывающимся населённым пунктом.

## Экономика
Основное занятие населения — оленеводство и молочное животноводство.